# Torres Pueyrredón

Las Torres Pueyrredón son un complejo habitacional compuesto por 6 edificios en torre, de 25 pisos cada uno. Se encuentran en la localidad de Avellaneda, cabecera del partido homónimo de la provincia argentina de Buenos Aires.
Se inauguró en 1996, durante el boom de edificios que hubo en los '90, gracias al gran desarrollo de maquinaria moderna que trajo la Ley de Convertibilidad. Además de las 6 torres (con un total de 1.200 departamentos de 2 y 3 ambientes), comprende cocheras cubiertas con espacio para 350 automóviles y una plaza seca de uso común. Su uso es residencial y apunta a la clase media, y suma un gran parque al costado y una zona para los vecinos.
Luego, los vecinos de las torres fueron quizás los más afectados por las sistemáticas protestas populares y piquetes en el Puente Pueyrredón que se extendieron luego de la crisis de diciembre de 2001 durante más de un año casi de manera cotidiana, causando la quiebra de muchos de los comercios de la zona, el deterioro y devaluación de todas las propiedades en el centro de Avellaneda y grandes problemas de tránsito diarios. Muchos ocupantes del conjunto Pueyrredón abandonaron sus departamentos, intentando venderlos o alquilarlos sin éxito en mucho casos. Una vez que la época de movilizaciones masivas terminó, a partir de 2003 y paulatinamente, la zona comenzó a reactivarse y las torres se revalorizaron y restauraron.
Los edificios se levantan junto al Riachuelo y al Nuevo Puente Pueyrredón, en terrenos donde funcionó entre 1889 y la década de 1960 el Mercado Central de Frutos.